# Rayonisme

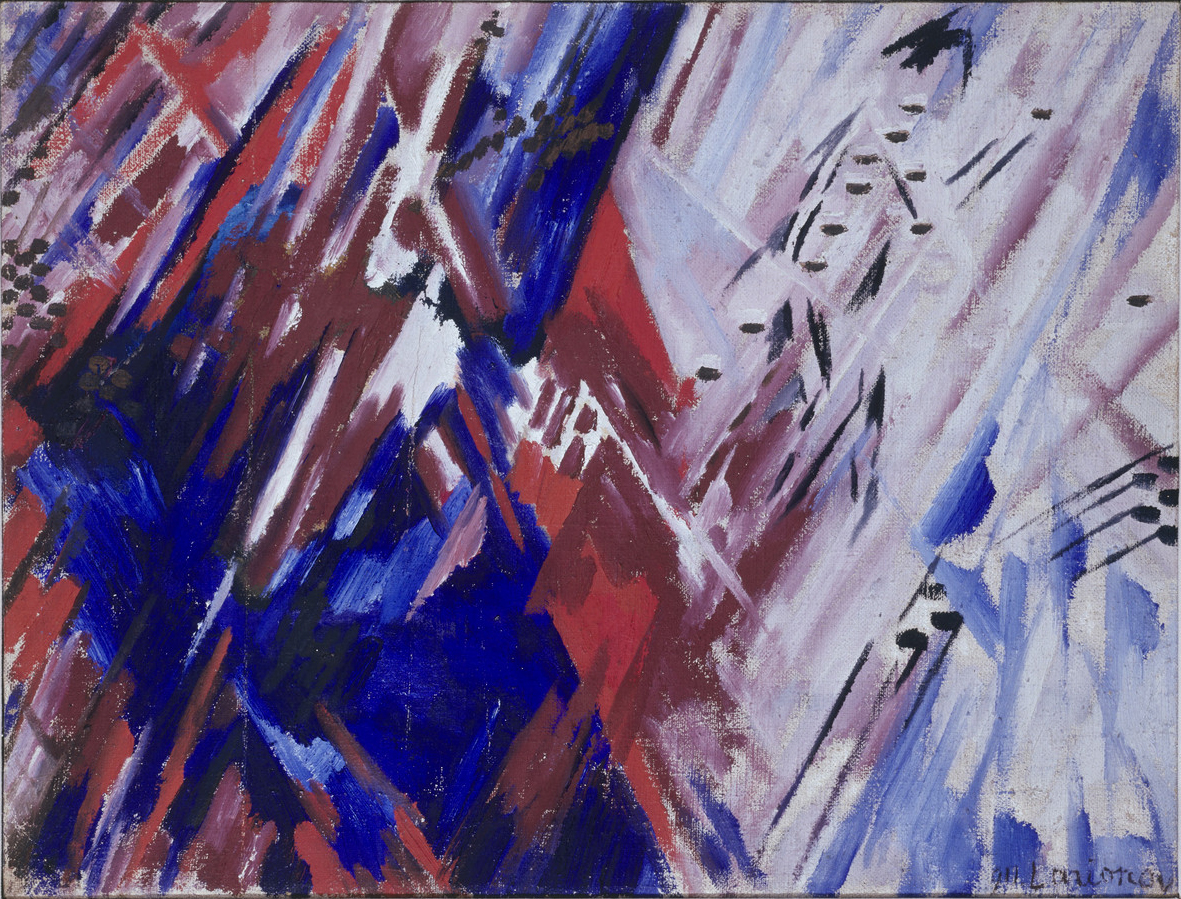
Michail Larionov: Rayonisme rood en blauw, 1911

Rayonisme is een schilderstijl binnen de abstracte kunst uit het begin van de 20e eeuw.
Op de expositie van de Salon de la libre Esthétique te Moskou, in 1909, stelde Michail Larionov voor één dag zijn doek Verre voor, dat nu in het bezit is van het Guggenheim-museum te New York. Het was dit werk, dat het begin aangaf van een van de eerste avant-gardebewegingen in de abstracte kunst: het rayonisme.
Larionov had in 1906 in Londen het werk van William Turner gezien, en bewonderde de wijze waarop deze schilder pure kleur en licht tot een aparte uitstraling bracht. Hijzelf verdeelde de nog figuratieve voorstelling in stralendiagrammen en later verdween elke associatie met de realiteit, tot een compleet abstract 'rayonisme'.
In 1910 organiseerde hij met zijn latere vrouw Natalja Gontsjarova en met David Boerljoek en zijn broer Vladimir Boerljoek de expositie Ruiten Boer. In 1913 publiceerde hij het Manifest van het Rayonisme dat werd ondertekend door elf kunstenaars.
Directe inspiratie vanuit het gelijktijdig opkomende Italiaanse futurisme van Filippo Marinetti, die in 1909 het 'futuristisch manifest' had opgesteld, werd door Larionov steeds ontkend.
abstract expressionisme
· abstracte kunst
· actionpainting
· After Nature
· Amsterdamse Limburgers
· animisme
· art brut
· art deco
· arte povera
· ASCII-art
· assemblagekunst
· avant-garde
· Bauhaus
· Bergense School
· biomorfische schilderkunst
· bodyart
· Brabants fauvisme
· business-art
· Cobra
· colorfieldpainting
· conceptuele kunst
· concrete kunst
· constructivisme
· dadaïsme
· De Ploeg
· Der Blaue Reiter
· Die Brücke
· digitale kunst
· environment
· De Stijl
· dripping
· existentiële kunst
· expressionisme
· La Jeune Peinture Belge
· fauvisme
· fantasy art
· figuratieve abstractie
· Fluxus
· fotorealisme
· Figuration Libre
· fundamentele kunst
· futurisme
· graffiti
· happening
· hard edge
· hyperrealisme
· informele schilderkunst
· installatiekunst
· intimisme
· Italiaanse transavantgarde
· Japonisme
· jugendstil
· kapitalistisch realisme
· kinetische kunst
· kubisme 
· land art
· Larense School
· lyrische abstractie
· magisch realisme 
· mail art 
· minimal art
· mediakunst
· moderne kunst
· multiplekunst
· muralisme
· naïeve kunst
· neo-dada
· neo-pop
· neo-expressionisme
· neorealisme
· Neue Künstlervereinigung München 
. Nieuwe Fotografie
· nieuwe zakelijkheid
· nieuw realisme
· nieuwe beelding
· nieuwe figuratie
· Nieuwe Haagse School
· Nieuwe Wilden
· noordelijk realisme
· Nul-beweging
· op-art
· orphisme
· outsider art
· pittura metafisica
· plasticisme
· pointillisme
· popart
· Posthoorngroep
· postimpressionisme
· postmodernisme
· precisionisme
· primitivisme
· psychedelische kunst
· purisme
· rayonisme
· situationisten
· sociaal realisme
· socialistisch realisme
· spatialisme
· straatgrafiek
· streetart
· suprematisme
· surrealisme
· symbolisme
· systems art
· tachisme
· Tingatinga
· videokunst
· vorticisme
· Young British Artists
· Zero